# Puiselet-le-Marais
 Puiselet-le-Marais  es una población y comuna francesa, ubicada en la región de Isla de Francia, departamento de Essonne, en el distrito de Étampes y cantón de Étampes.

## Demografía
| 106 | 109 | 126 | 184 | 245 | 324 |
| Para los censos de 1962 a 1999 la población legal corresponde a la población sin duplicidades (Fuente: INSEE [Consultar]) |     |     |     |     |     |